# Senza tempo
Senza tempo è un cortometraggio del 2010 diretto da Gabriele Muccino. È stato realizzato dall'azienda Birra Peroni e dalla Indiana Production.. Grazie a questa collaborazione le due hanno partecipato all'Accademia del cinema, che promuove il cinema italiano nel Regno Unito. È stato girato a Roma ed è apparso in tutti i cinema.